# Occagnes
Occagnes település Franciaországban, Orne megyében. Lakosainak száma 673 fő (2022. január 1.). Occagnes Montabard, Moulins-sur-Orne, Bailleul, Commeaux, Sévigny, Gouffern en Auge és Monts-sur-Orne községekkel határos.

## Népesség
A település népességének változása:
| Lakosok száma | 634  | 647  | 664  | 655  | 662  | 669  | 676  | 675  | 673  |
|               | 2013 | 2015 | 2016 | 2017 | 2018 | 2019 | 2020 | 2021 | 2022 |